# Força paramilitar

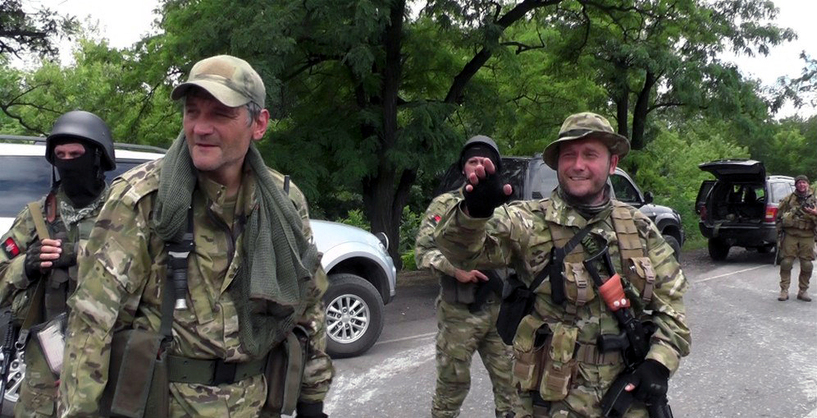
Paramilitares do Setor Direito na Guerra no leste da Ucrânia, conhecidos como o Corpo Voluntário Ucraniano

Forças paramilitares são grupos ou associações civis, eventualmente armadas e com estrutura semelhante à militar, mas que não faz parte das forças armadas, com fins político-partidários, religiosos ou ideológicos, formados por membros armados, que usam táticas e técnicas civil ou militares para a consecução de seus objetivos
Eventualmente, membros de forças paramilitares também fazem parte de forças militares regulares. No Brasil, associações paramilitares são proibidas, segundo a Constituição Federal de 1988.